# Rezerwat przyrody Brzeźnik
Rezerwat przyrody Brzeźnik – florystyczny rezerwat przyrody w gminie Nowogrodziec, w powiecie bolesławieckim, w województwie dolnośląskim. Znajduje się na zachód od miejscowości Brzeźnik, w obrębie zwartego kompleksu leśnego położonego na terenie Nadleśnictwa Bolesławiec.
Zajmuje powierzchnię 3,24 ha. Został powołany Zarządzeniem Ministra Leśnictwa i Przemysłu Drzewnego z 17 kwietnia 1965 roku (M.P. z 1965 r. nr 24, poz. 118). Według aktu powołującego, rezerwat utworzono w celu zachowania ze względów naukowych i dydaktycznych stanowiska wrzośca bagiennego charakterystycznego dla Borów Dolnośląskich.
Dominującym zbiorowiskiem roślinnym jest śródlądowy bór wilgotny, miejscami występują płaty boru bagiennego.